# 天美東
天美東（あまみひがし）は、大阪府松原市にある地名。2024年現在の行政地名は天美東一丁目から天美東九丁目。

## 地理
松原市の北西部に位置する。東は三宅西、南は天美南、北は天美北、西は天美西、および天美西と挟まれる細長い領域として大阪市東住吉区矢田七丁目とも接する。

## 歴史

### 沿革
- 1967年（昭和42年）、池内町・城連寺町・油上町・芝町の各一部より成立[5]。

## 世帯数と人口
2024年（令和6年）2月29日現在の世帯数と人口は以下の通りである。
| 丁目                 | 世帯数    | 人口    |
| -------------------- | --------- | ------- |
| 天美東一丁目         | 690世帯   | 1,231人 |
| 天美東二丁目・三丁目 | 700世帯   | 1,495人 |
| 天美東四丁目         | 135世帯   | 265人   |
| 天美東五丁目         | 183世帯   | 357人   |
| 天美東六丁目         | 330世帯   | 620人   |
| 天美東七丁目         | 993世帯   | 1,911人 |
| 天美東八丁目         | 400世帯   | 691人   |
| 天美東九丁目         | 741世帯   | 1,419人 |
| 計                   | 4,172世帯 | 7,989人 |

### 人口の変遷
国勢調査による人口の推移。
| 1995年（平成7年）  | 9,265人 | [ 6 ]  |  |
| 2000年（平成12年） | 9,546人 | [ 7 ]  |  |
| 2005年（平成17年） | 8,998人 | [ 8 ]  |  |
| 2010年（平成22年） | 8,911人 | [ 9 ]  |  |
| 2015年（平成27年） | 8,605人 | [ 10 ] |  |
| 2020年（令和2年）  | 8,230人 | [ 11 ] |  |

### 世帯数の変遷
国勢調査による世帯数の推移。
| 1995年（平成7年）  | 3,552世帯 | [ 6 ]  |  |
| 2000年（平成12年） | 3,836世帯 | [ 7 ]  |  |
| 2005年（平成17年） | 3,702世帯 | [ 8 ]  |  |
| 2010年（平成22年） | 3,792世帯 | [ 9 ]  |  |
| 2015年（平成27年） | 3,831世帯 | [ 10 ] |  |
| 2020年（令和2年）  | 4,036世帯 | [ 11 ] |  |

## 学区
市立小・中学校に通う場合、学区は以下の通りとなる。
| 丁目         | 番/番地等 | 小学校               | 中学校                 |
| ------------ | --------- | -------------------- | ---------------------- |
| 天美東一丁目 | 全域      | 松原市立天美南小学校 | 松原市立松原第二中学校 |
| 天美東二丁目 | 全域      | 松原市立天美北小学校 | 松原市立松原第二中学校 |
| 天美東三丁目 | 全域      | 松原市立天美北小学校 | 松原市立松原第二中学校 |
| 天美東四丁目 | 全域      | 松原市立天美北小学校 | 松原市立松原第二中学校 |
| 天美東五丁目 | 全域      | 松原市立天美北小学校 | 松原市立松原第二中学校 |
| 天美東六丁目 | 全域      | 松原市立天美北小学校 | 松原市立松原第二中学校 |
| 天美東七丁目 | 全域      | 松原市立天美南小学校 | 松原市立松原第二中学校 |
| 天美東八丁目 | 全域      | 松原市立天美小学校   | 松原市立松原第五中学校 |
| 天美東九丁目 | 全域      | 松原市立天美小学校   | 松原市立松原第五中学校 |

## 事業所
2021年（令和3年）現在の経済センサス調査による事業所数と従業員数は以下の通りである。
| 丁目         | 事業所数  | 従業員数 |
| ------------ | --------- | -------- |
| 天美東一丁目 | 44事業所  | 229人    |
| 天美東二丁目 | 24事業所  | 190人    |
| 天美東三丁目 | 2事業所   | 54人     |
| 天美東四丁目 | 8事業所   | 124人    |
| 天美東五丁目 | 9事業所   | 477人    |
| 天美東六丁目 | 23事業所  | 89人     |
| 天美東七丁目 | 109事業所 | 1,311人  |
| 天美東八丁目 | 62事業所  | 348人    |
| 天美東九丁目 | 14事業所  | 39人     |
| 計           | 295事業所 | 2,861人  |

## 交通

### バス
- 南海バス[14]
  - 9系統：河内天美駅前
- 近鉄バス[15]
  - 7番セブンパーク天美線：河内天美駅前 - セブンパーク天美
- ぐるりん号[16]
  - 北ルート：天美駅前公園 → 河内天美駅前 → 松原徳洲会病院前
  - 南北ルート天美・布忍方面：天美東第2公園 …→… 老人センター天美荘北
  - 西ルート：阪南大学前 → 天美駅前公園 → 松原徳洲会病院前

### 道路
- 大阪府道26号大阪狭山線
- 大阪府道179号住吉八尾線
- 大阪府道187号大堀堺線

## 施設
- 阪南大学本キャンパス
- 松原市立天美小学校
- 松原市立天美北小学校
- 万代 天美店
- セブンパーク天美・ライフ セブンパーク天美店
- りそな銀行 天美出張所
- 大阪信用金庫 天美支店
- JA大阪中河内 天美支店
- 松原天美東郵便局
- 松原徳洲会病院
- 松原市民天美図書館
- 嶋田家住宅（国登録有形文化財）
- 敬恩寺
- 天美駅前公園
- 天美東公園

## 郵便
- 郵便番号：580-0032[3]（集配局：松原郵便局[17]）。

## ギャラリー

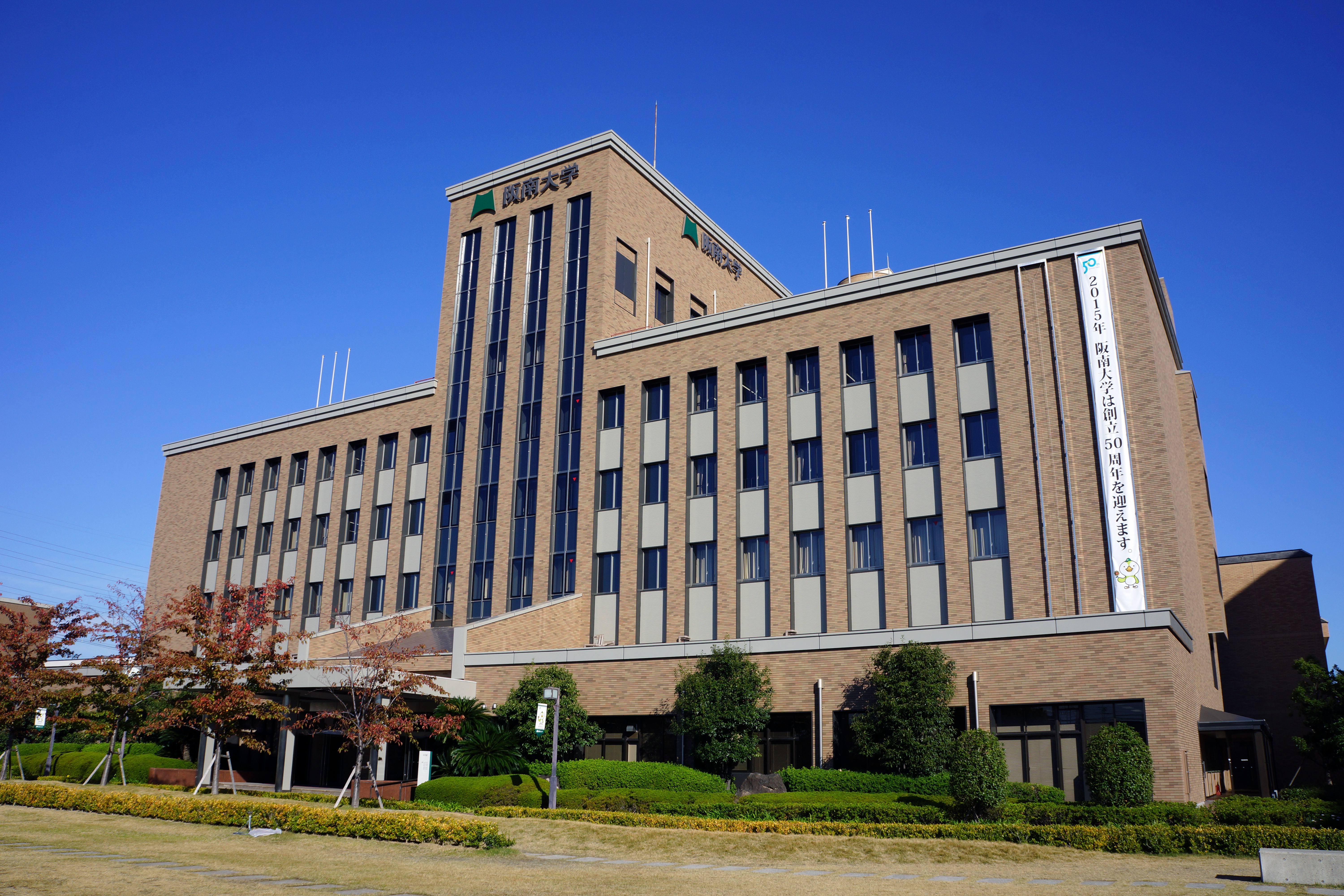
阪南大学
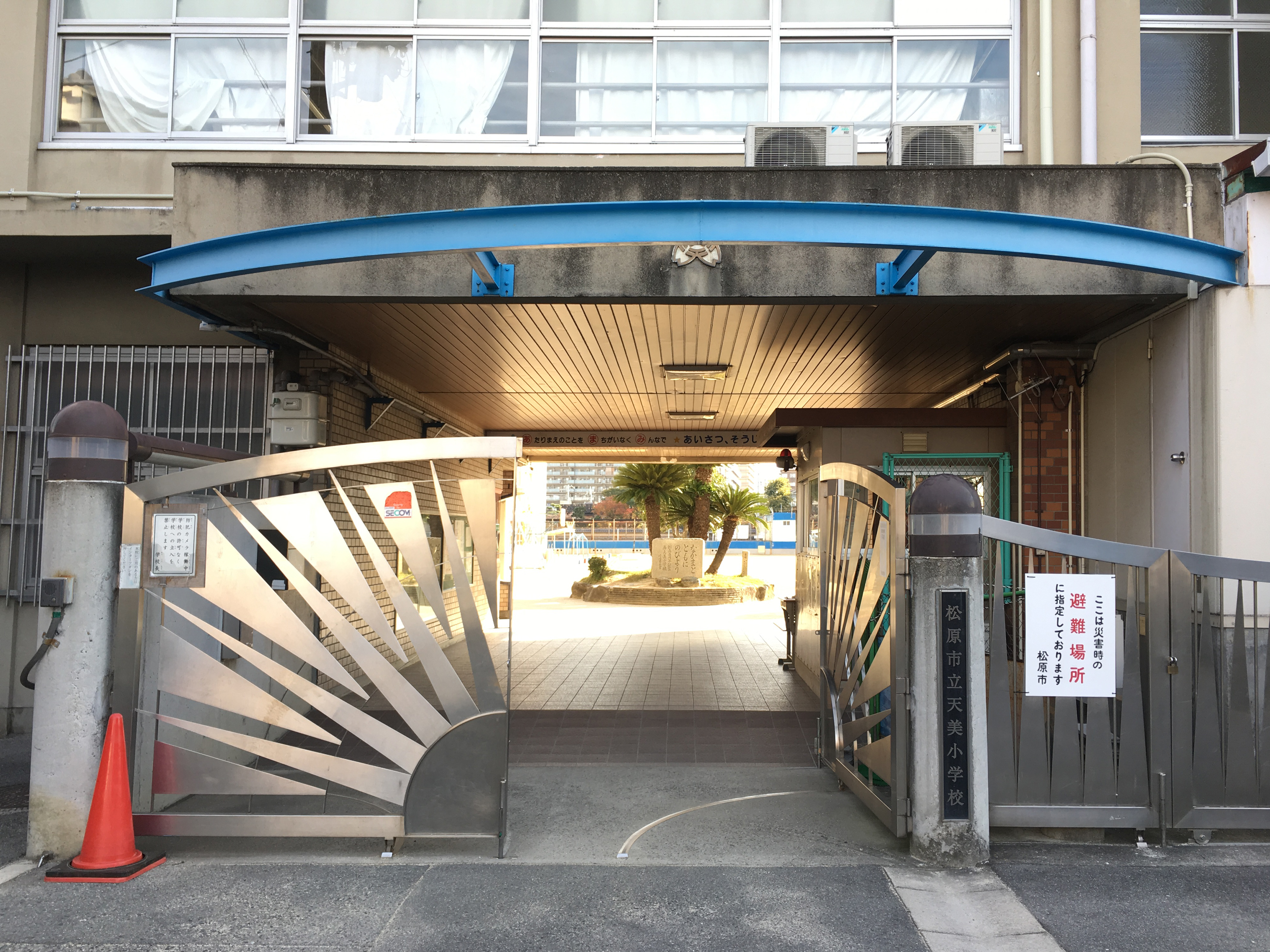
松原市立天美小学校
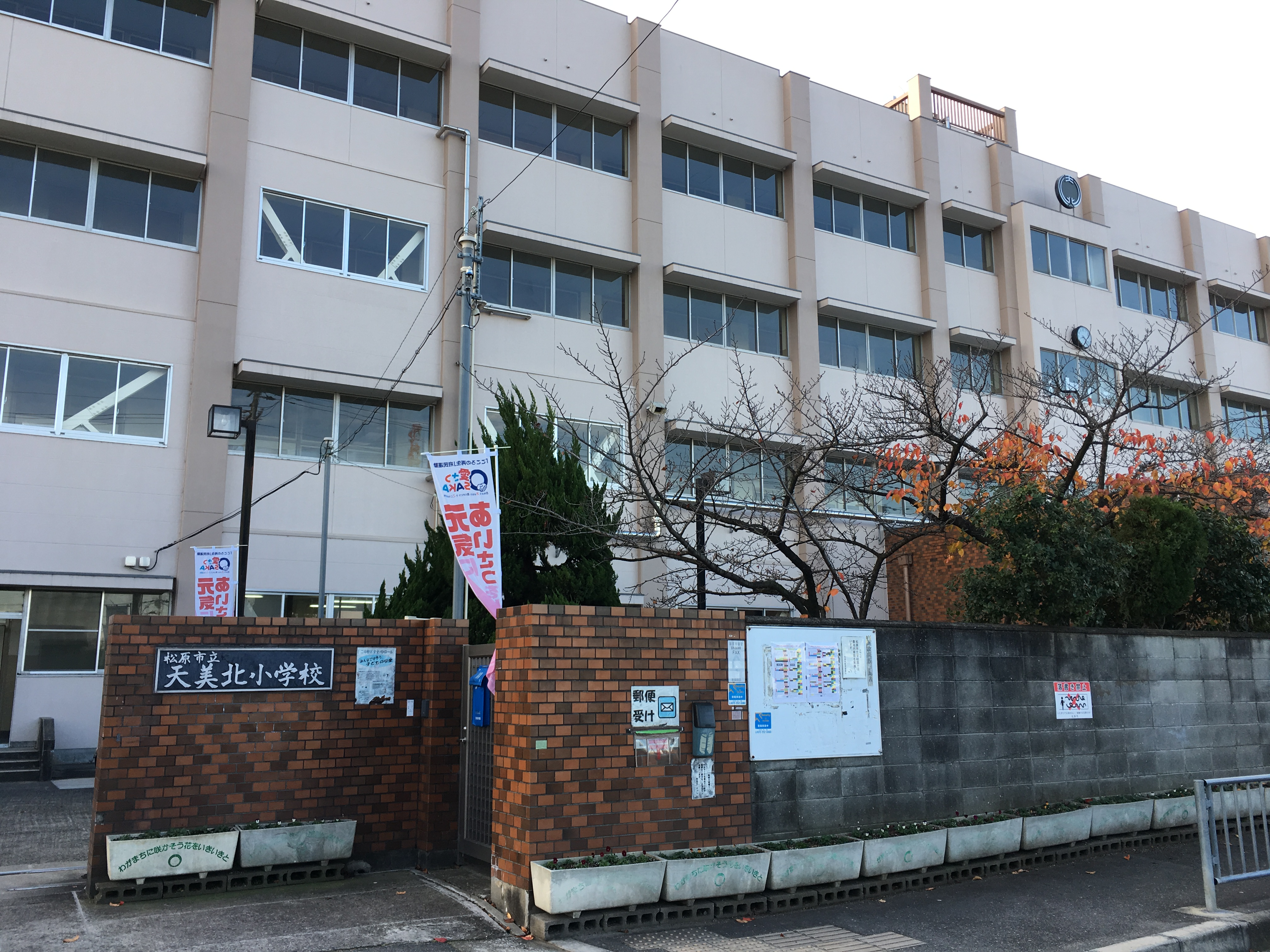
松原市立天美北小学校
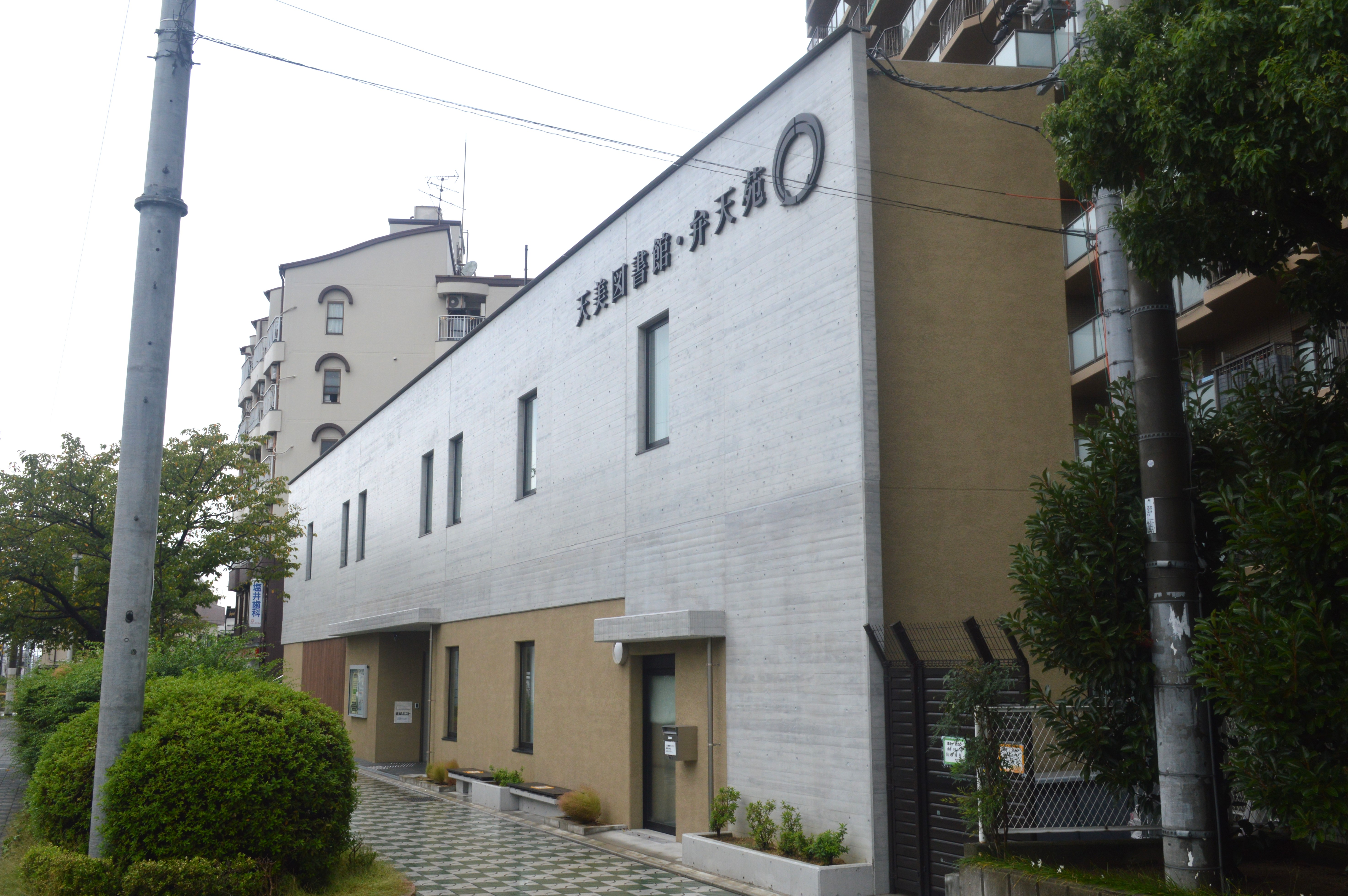
松原市民天美図書館
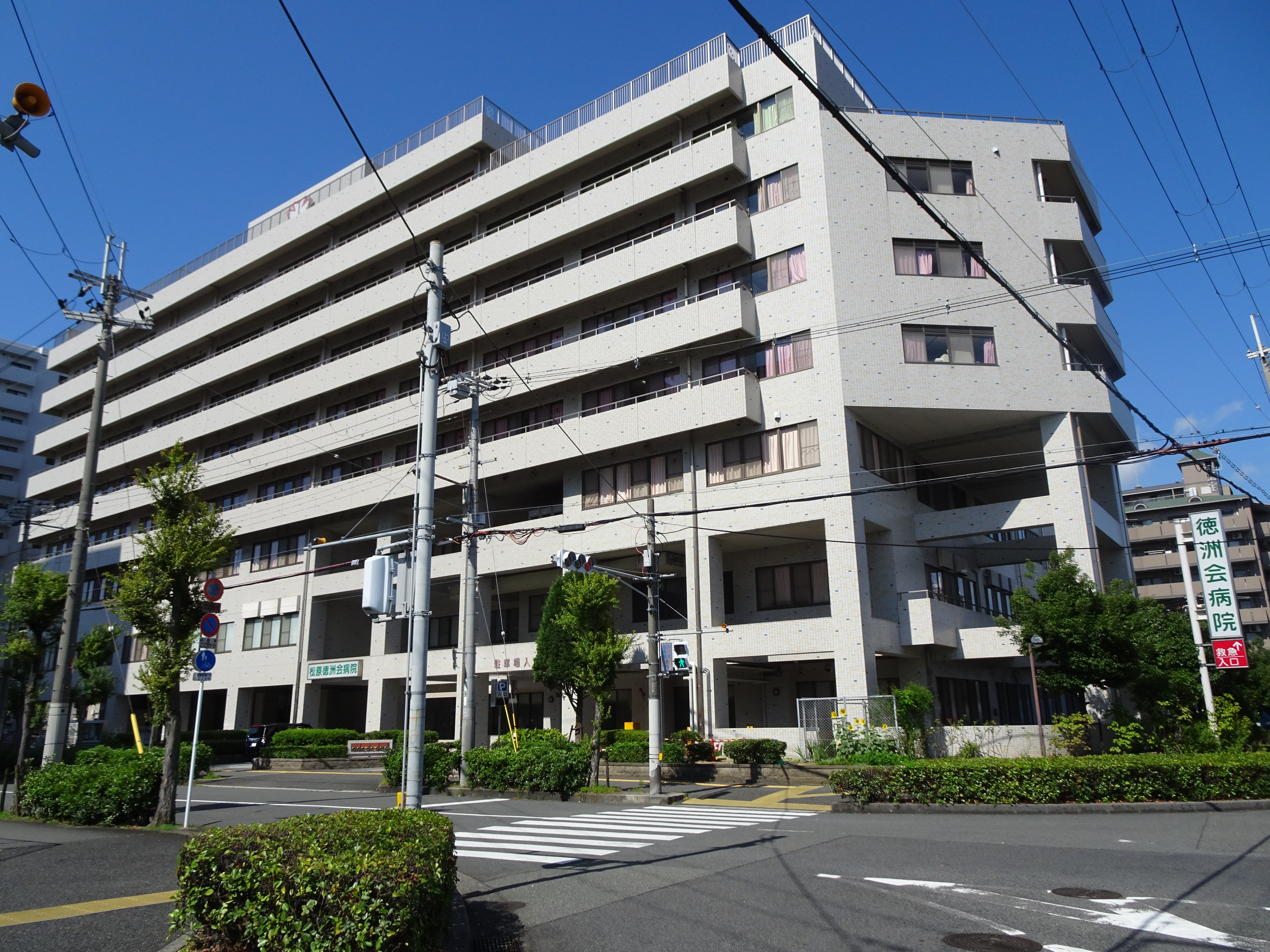
松原徳洲会病院